# Cincinnati Bengals 1993
La stagione 1993 dei Cincinnati Bengals è stata la 25ª della franchigia nella National Football League, la 27ª complessiva. L'esperimento di David Klingler ebbe un cattivo inizio, con la squadra che perse tutte le prime dieci partite.
La prima vittoria fu contro i Los Angeles Rams 16–10 al Riverfront Stadium. Dopo avere perso le successive due sfide, i Bengals chiusero la stagione vincendo due gare, prima di perdere l'ultima contro i Saints, chiudendo la stagione con un record di 3-13 per la seconda volta in tre anni.

## Calendario
| Stagione regolare |                    |                         |                    |                    |        |
| 1                 | 5 settembre 1993   | at Cleveland Browns     | S 14–27            | 0–1                | 75,508 |
| 2                 | 12 settembre 1993  | Indianapolis Colts      | S 6–9              | 0–2                | 50,299 |
| 3                 | 19 settembre 1993  | at Pittsburgh Steelers  | S 7–34             | 0–3                | 53,682 |
| 4                 | 26 settembre 1993  | Seattle Seahawks        | S 10–19            | 0–4                | 46,880 |
| 5                 | Settimana di pausa | Settimana di pausa      | Settimana di pausa | Settimana di pausa |        |
| 6                 | 10 ottobre 1993    | at Kansas City Chiefs   | S 15–17            | 0–5                | 75,394 |
| 7                 | 17 ottobre 1993    | Cleveland Browns        | S 17–28            | 0–6                | 55,647 |
| 8                 | 24 ottobre 1993    | at Houston Oilers       | S 12–28            | 0–7                | 50,039 |
| 9                 | Settimana di pausa | Settimana di pausa      | Settimana di pausa | Settimana di pausa |        |
| 10                | 7 novembre 1993    | Pittsburgh Steelers     | S 16–24            | 0–8                | 51,202 |
| 11                | 14 novembre 1993   | Houston Oilers          | S 3–38             | 0–9                | 42,347 |
| 12                | 21 novembre 1993   | at New York Jets        | S 12–17            | 0–10               | 64,264 |
| 13                | 28 novembre 1993   | Los Angeles Raiders     | V 16–10            | 1–10               | 43,272 |
| 14                | 5 dicembre 1993    | at San Francisco 49ers  | S 8–21             | 1–11               | 60,039 |
| 15                | 12 dicembre 1993   | at New England Patriots | S 2–7              | 1–12               | 29,794 |
| 16                | 19 dicembre 1993   | Los Angeles Rams        | V 15–3             | 2–12               | 36,612 |
| 17                | 26 dicembre 1993   | Atlanta Falcons         | V 21–17            | 3–12               | 27,014 |
| 18                | 2 gennaio 1994     | at New Orleans Saints   | S 13–20            | 3–13               | 58,036 |

Note
- Gli avversari della propria division sono in grassetto.

## Classifiche
| AFC Central Division    |    |    |   |      |     |     |     |
|                         | V  | S  | P | %    | PF  | PS  | STR |
| (2) Houston Oilers      | 12 | 4  | 0 | .750 | 368 | 238 | V11 |
| (6) Pittsburgh Steelers | 9  | 7  | 0 | .563 | 308 | 281 | V1  |
| Cleveland Browns        | 7  | 9  | 0 | .438 | 304 | 307 | S1  |
| Cincinnati Bengals      | 3  | 13 | 0 | .188 | 187 | 319 | S1  |